# Flèche wallonne 1993
La Flèche wallonne 1993, 57e édition de la course, a lieu le 14 avril 1993 sur un parcours de 206 kilomètres, entre Spa et le mur de Huy. La victoire revient à l’Italien Maurizio Fondriest.
Sont présents au départ 164 cyclistes, dont 96 ont terminé la course.

## Classement final
| #  | Coureur                | Équipe        |    | Temps           |
| -- | ---------------------- | ------------- | -- | --------------- |
| 1  | Maurizio Fondriest     | Lampre-Polti  | en | 5 h 18 min 00 s |
| 2  | Gérard Rué             | Banesto       | +  | 56 s            |
| 3  | Claudio Chiappucci     | Carrera       |    | 1 min 01 s      |
| 4  | Erik Breukink          | ONCE          |    | 1 min 08 s      |
| 5  | Andrea Chiurato        | Gatorade      |    | 1 min 25 s      |
| 6  | Rolf Sørensen          | Carrera       |    | 2 min 25 s      |
| 7  | Michele Bartoli        | Mercatone Uno |    | 2 min 25 s      |
| 8  | Gert-Jan Theunisse     | TVM-Bison Kit |    | 2 min 59 s      |
| 9  | Ramón González Arrieta | Festina-Lotus |    | 3 min 08 s      |
| 10 | Serge Baguet           | Lotto-Caloi   |    | 3 min 08 s      |